# Bois-de-la-Pierre
Bois-de-la-Pierre é uma comuna francesa na região administrativa da Occitânia, no departamento do Alto Garona. Estende-se por uma área de 7.42 km², com 437 habitantes, segundo os censos de 2018, com uma densidade de 59 hab/km².